# Anders Gullberg (konstnär)
Anders Harald Gullberg, född 18 februari 1927 i Tråvads församling i Skaraborgs län, död 31 maj 2000 i Kungsholms församling i Stockholm, var en svensk målare, tecknare och grafiker
Gullberg var huvudsakligen autodidakt som konstnär. Han flyttade till Stockholm under 
1940-talet och kom där att medverka i Liljevalchs vårsalong och ett flertal gånger i Nationalmuseums utställning Unga tecknare under 1950-talet samt på Sveagalleriet i Stockholm. Separat ställde han bland annat ut på Galerie Æsthetica i Stockholm, Karlskoga konsthall, Galleri Östergyllen i Linköping och Galerie Linnæus Stockholm. Hans konst består av tavlor i en naturrealistisk stil med motiv som skildrar samernas och renarnas liv i fjällvärlden, landskap från Mellansverige samt frimärksförlagorna till Nationalparken I 1989, Nationalparken II 1990 och Julfrimärkena 1996. Gullberg är representerad vid Statens konstråd, Sveriges allmänna konstförening, Postmuseum, Vetlanda museum, Örnsköldsviks kommun, Arvidsjaurs kommun, Solna kommun, Vara kommun, Karlskoga kommun, Skövde kommun, samt ett flertal landsting. Han är gravsatt i minneslunden på Kungsholms kyrkogård i Stockholm.